# Pinna nobilis

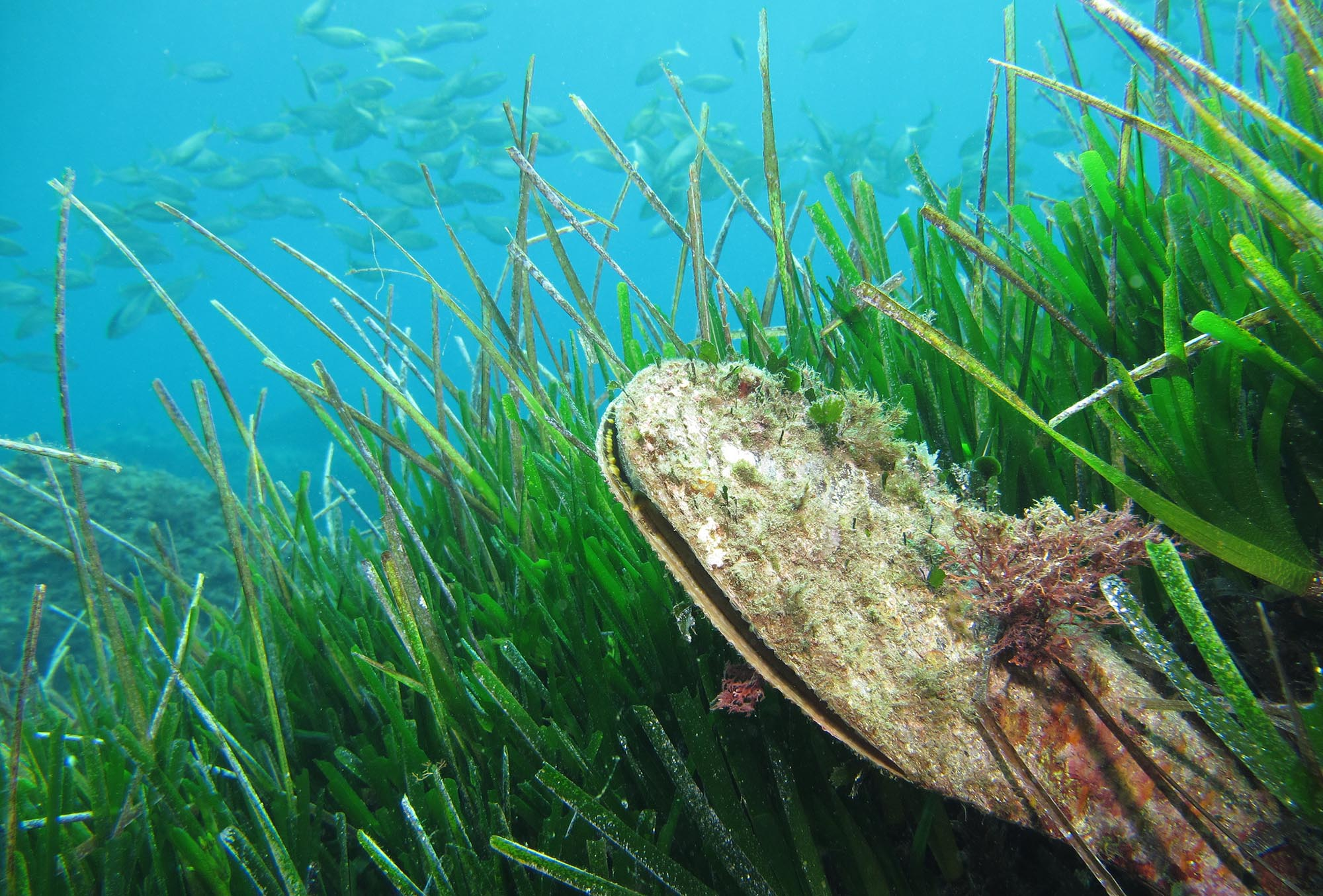
Nacra en una pradera de Posidonia.

La nacra (Pinna nobilis) es una especie de molusco bivalvo de la familia Pinnidae endémico del mar Mediterráneo. Puede alcanzar 120 cm de longitud y vivir más de 20 años. Su inserción en el lecho marino es vertical, suele habitar en praderas de fanerógamas marinas como Posidonia oceanica y Cymodocea nodosa. También aparece en suelos arenosos donde haya sustrato duro donde pueda adherir el biso. Suele tener un color oscuro, y tiene enterrado hasta un tercio de su tamaño.
Posee un penacho piloso denominado biso con el cual se pueden confeccionar tejidos similares a la seda ("seda de mar").
Valva derecha e izquierda del mismo animal:

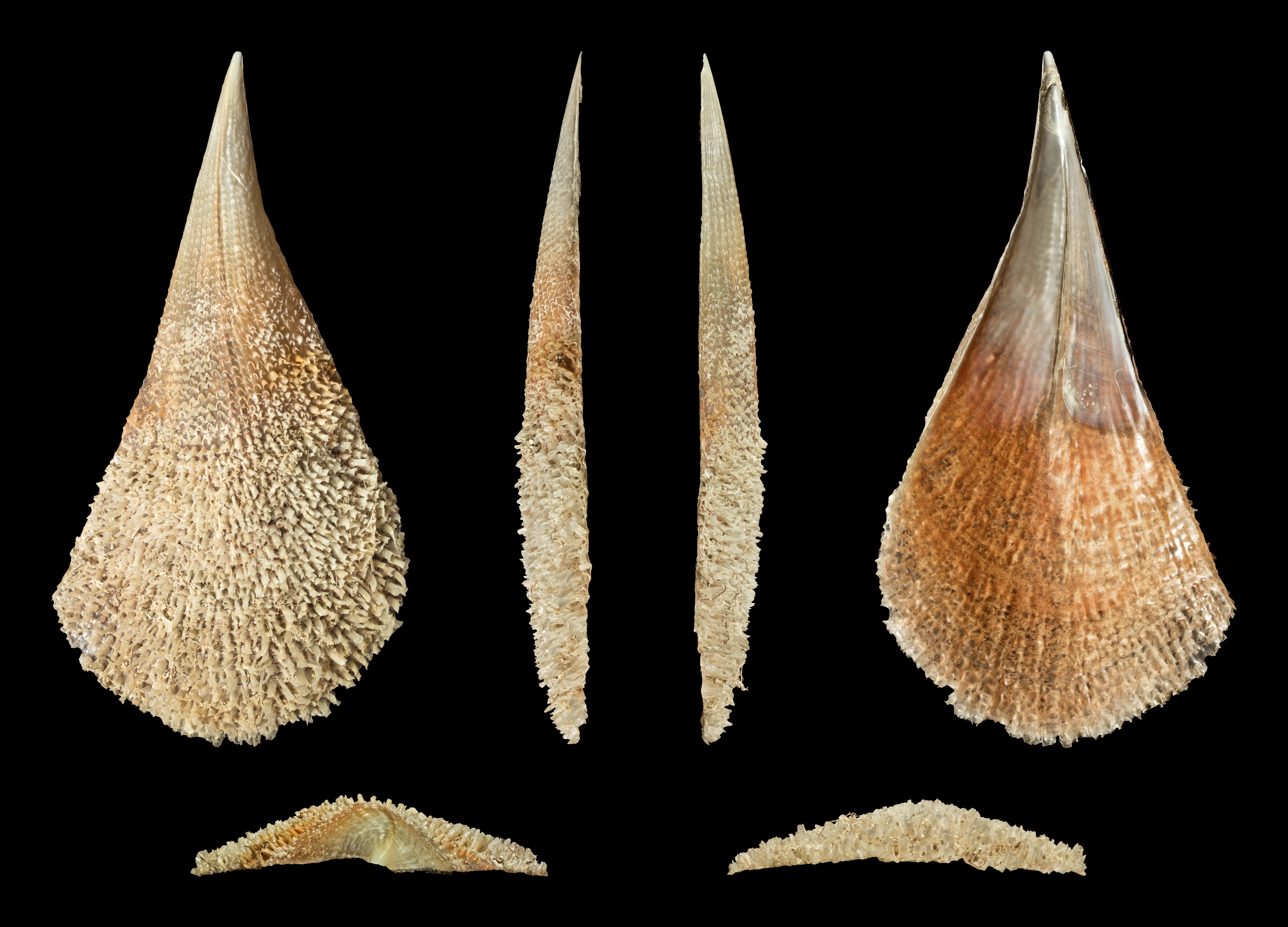
Valva derecha
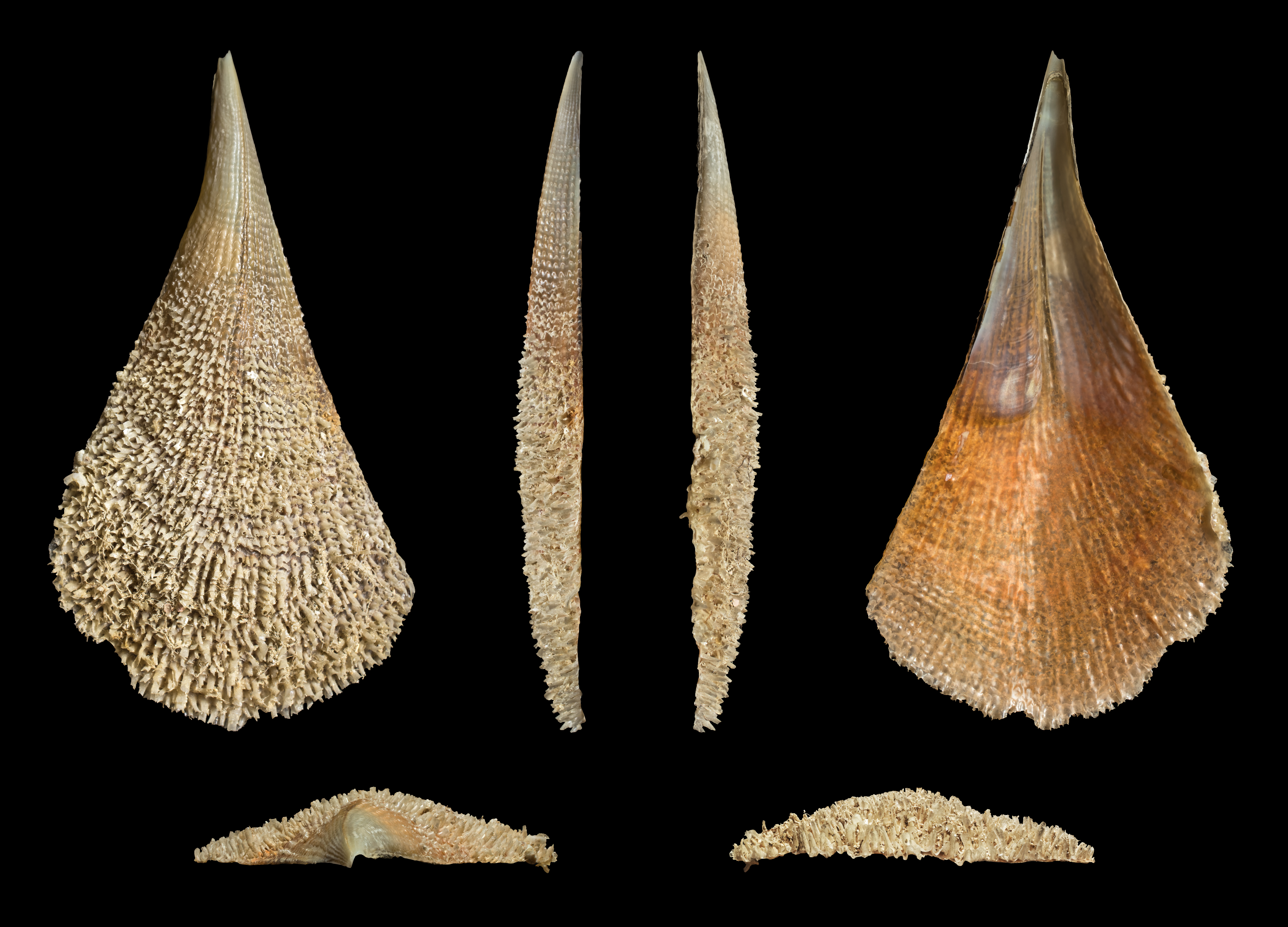
Valva izquierda

## Asociaciones
Se pueden encontrar dos especies de cangrejo que viven en los ejemplares de nacra: Pontonia pinnophylax y Pinnotheres pinnotheres.

## Amenazas
Desde 2019 está considerada como una especie en peligro crítico de extinción a causa de un virus traído por barcos comerciales y turísticos. Anteriormente existía una gran cantidad de estos individuos, pero su población se ha visto reducida hasta un 99 % desde 2016. Estos moluscos están amenazados por la pesca, la contaminación, la desaparición de las praderas de Posidonia oceanica, los daños producidos por el arrastre de anclas y la presencia de una nueva especie de protozoo esporulado, el Haplosporidium pinnae. En la actualidad se han encontrado más de 600 ejemplares en distintas colonias en la Región de Murcia, concretamente en el Mar Menor.
En octubre de 2022 se encuentran larvas del molusco en cabo de creus y en las Islas Medas.